# Iranotmethis luteipes
Iranotmethis luteipes är en insektsart som beskrevs av Bei-bienko 1951. Iranotmethis luteipes ingår i släktet Iranotmethis och familjen Pamphagidae. Inga underarter finns listade i Catalogue of Life.